# پروپان‌نیتریل
پروپان‌نیتریل (به انگلیسی: Propanenitrile) با فرمول شیمیایی C3H5N یک ترکیب شیمیایی با شناسه پاب‌کم 7854 است. که جرم مولی آن 55.08 g/mol می‌باشد. شکل ظاهری این ترکیب، مایع شفاف است.